# خیرون(اسطوره)
کیرون یا خیرون (به یونانی: Χείρων) (به معنی مهارت با دست)، یکی از شخصیت‌های اساطیری یونان باستان موجودی افسانه‌ای با بالا تنهٔ انسان و پایین‌تنه اسب بود.
بر اساس افسانه‌های یونان باستان کیرون معروف‌ترین و نیرومندترین سانتور است که در غاری واقع در دامنهٔ صخره‌ای که پلیون در آن می‌زیست ساکن بود و بر بندر ایولکوس نظارت داشت. او پسر کرونوس و فیلیرا، دختر اقیانوس و پس از دودمان ایزدی زئوس و المپی‌ها و تنها سانتور فناناپذیر بود. او به داشتن دانش و خرد والا و مهارت در علم طبابت شهرت داشت. بسیاری از خانواده‌های یونانی آموزش فرزندان خود را بدو منسوب می‌دانستند. او مهارت‌های شکار و جنگ، موسیقی، شعر، ریاضیات و نجوم را می‌آموخت. همچنین به آموزگار درمان‌بخشی آوازه داشت و شاگرد آسکله‌پیوس، ایزد پزشکی بود. صفت ویژهٔ او، نشانه ماری بود که گرد عصا پیچیده‌است.

## مرگ
داستان از جایی شروع می‌شود که هرکول در حین شاهکار چهارم خود یعنی گرفتن گراز اریمانتوس برای دیدن دوست خود فولوس (یکی دیگر از سانتورهای نامدار اساطیر یونان) به غاری در کوه پلیون واقع در تسالی رفته بود. هرکول تشنه بود و برای رفع تشنگی از فولوس درخواست باز کردن شیشهٔ شرابی نمود که خوراک مورد علاقه سانتورها بود. فولوس شراب مقدس دیونیسوس را در اختیار داشت که وظیفه نگهداری از آن را به او سپرده بودند که در وقتی معین بازشده و همه سانتورها از آن بنوشند. اما هرکول او را مجبور به باز کردن شراب نمود در همین حین بوی شراب به مشام سانتورهای وحشی اطراف غار رسید که نسوس رهبری آن‌ها را بر عهده داشت. آن‌ها به غار حمله کردند و هرکول نیز به سمت آن‌ها تیرهایی که به زهر هایدرا آغشته شده بود پرتاب نمود. در این میان نیز کایرون که حتی در جنگ هیچ نقشی نداشت به‌طور تصادفی به وسیلهٔ تیر زهرآگین هرکول زخمی شد و باوجود اینکه او فناناپذیر و استاد هنرهای درمانی بود اما امیدی به بهبودی نداشت و نمی‌توانست زخم خود را التیام بخشد، بدین سبب برای رهایی از این رنج همیشگی راضی شد که به هادس فرود آید و جای پرومتئوس را بگیرد، و از این هنگام بود که پرومتئوس منزلگاه جاودانی خویش در المپ را بازیافت.

## شاگردان
کایرون مربی قهرمانان بزرگی همچون آشیل، یاسون، آکتئون، پلئوس، تلامون، آژاکس (از پهلوانان جنگ تروا)، اودیسیوس، دیونسیوس، نستور، دیومدس، آینیاس و اسقلبیوس بود.
نقاشی‌های فراوانی از زمان استاد شاگردی کیرون و آشیل کشیده شده‌است.